# Kościół św. Marii i św. Jerzego w Bürgel
Kościół św. Marii i św. Jerzego – romański kościół w Bürgel w Niemczech, w kraju związkowym Turyngia, zbudowany w XII w. jako kościół w klasztorze benedyktynów w Bürgel, po zniesieniu klasztoru w 1526 w części rozebrany, w części protestancki kościół parafialny, odbudowany częściowo w XIX i XX wieku.

## Historia
Budowę kościoła wraz z klasztorem benedyktynów rozpoczęto w 1133 z fundacji margrabiego Łużyc Henryka z Grójca. Wskutek reformacji w 1526 klasztor zlikwidowano. Za sprawą Filipa Melanchtona ocalała część kościoła zaczęła służyć jako miejsce modlitwy dla miejscowej gminy protestanckiej (pozostałe budynki klasztorne zburzono lub zaczęto wykorzystywać w celach gospodarczych).
W XIX w. rozpoczęto odbudowę kościoła. W 1863 odbudowano nawy boczne, w 1889 odnowiono strop nawy głównej i konstrukcję dachu. W latach 1964–1972 wykonano prace w celu przywrócenia kościołowi charakteru romańskiego (m.in. wymieniono wyposażenie umieszczone tu w XIX w., usunięto także barokowe organy z XVIII w.). Kościół stanowi własność miejscowej parafii protestanckiej.

## Opis
Kościół zbudowano jako romańską trójnawową bazylikę. Jego bryła była inspirowana przez architekturę kluniacką, która dotarła tu za pośrednicwem m.in. klasztoru Hirsau. Zbudowano m.in. istniejący do dziś imponujący portal zachodni, a także zniszczony później charakterystyczny wieloczęściowy chór schodkowy (brak połączenia jego głównej części chóru z bocznymi kaplicami jest oznaką wpływów architektury cystersów). Obecna budowla obejmuje jedynie korpus nawowy dawnej świątyni. Obok znajdują się dwie wieże, z czego jedna, zniszczona wskutek pożaru, ocalała tylko do wysokości korpusu nawowego.

## Galeria

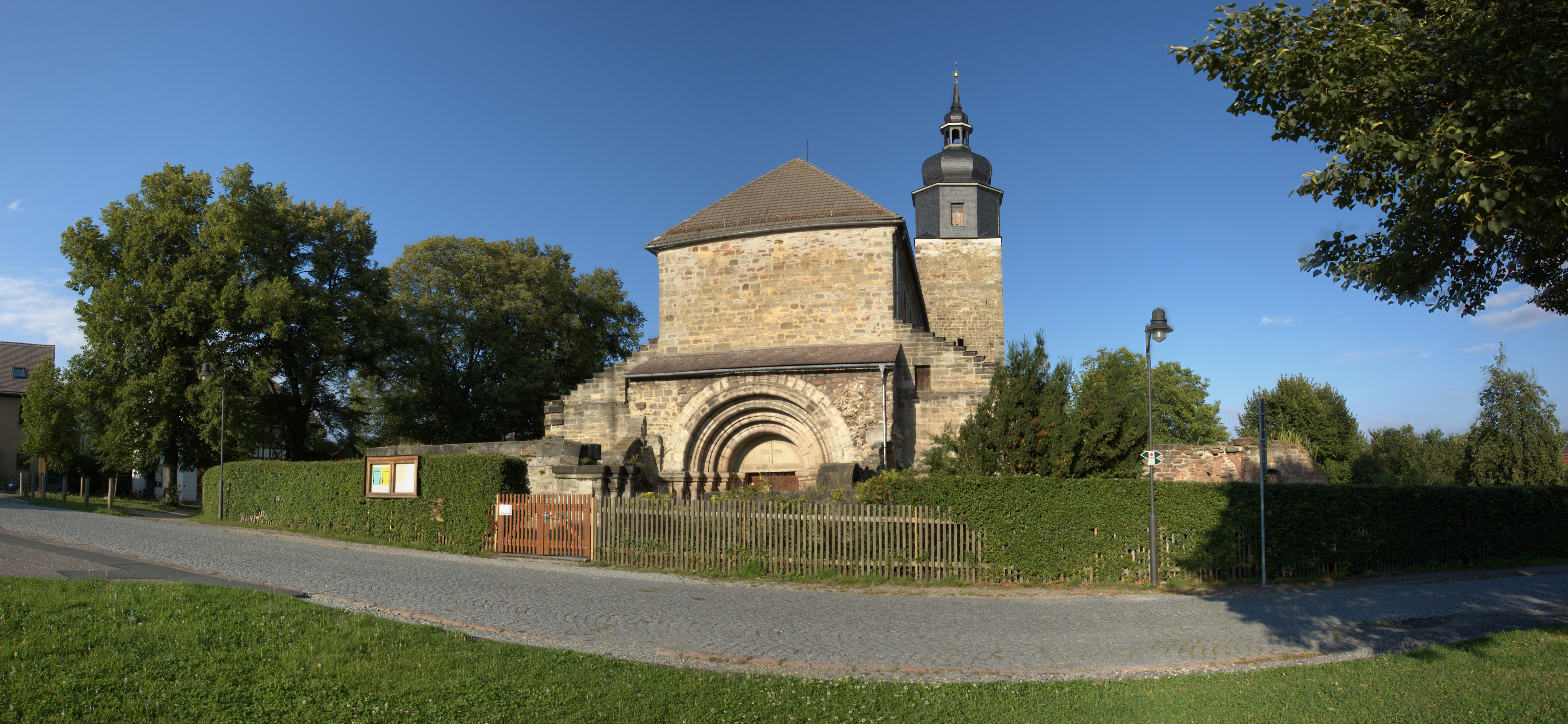
widok na kościół od zachodu
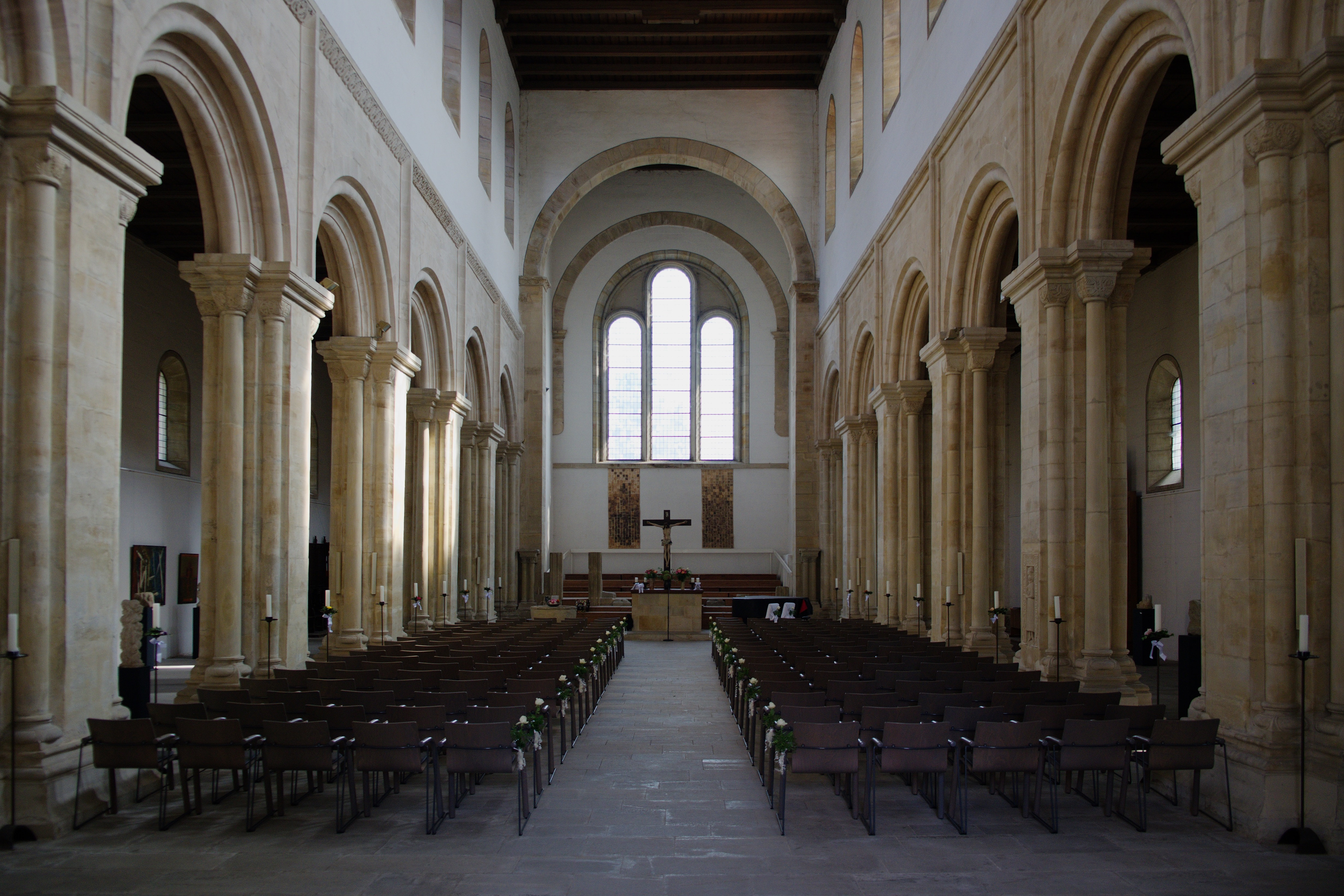
wnętrze kościoła
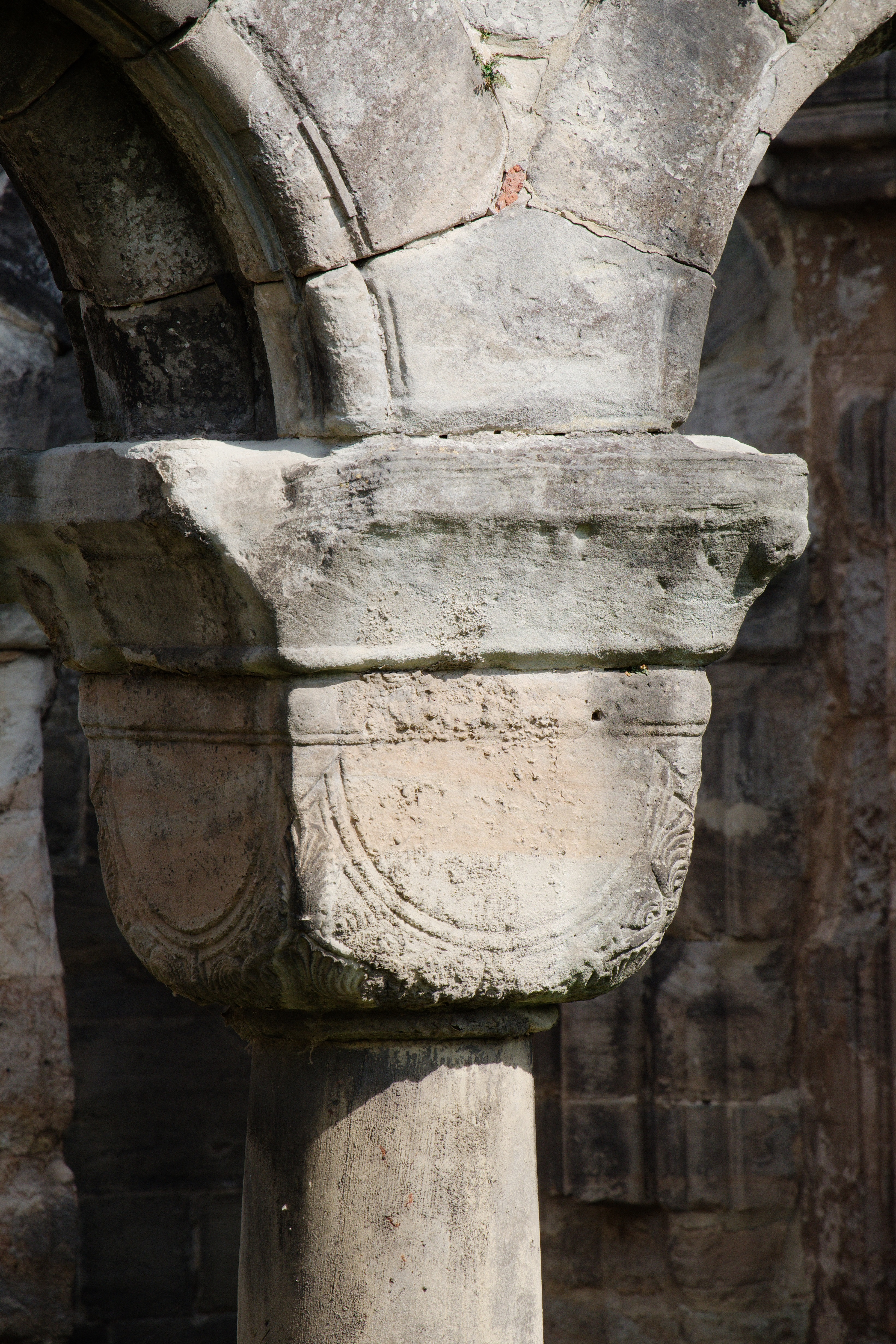
romański kapitel (pozostałość narteksu)
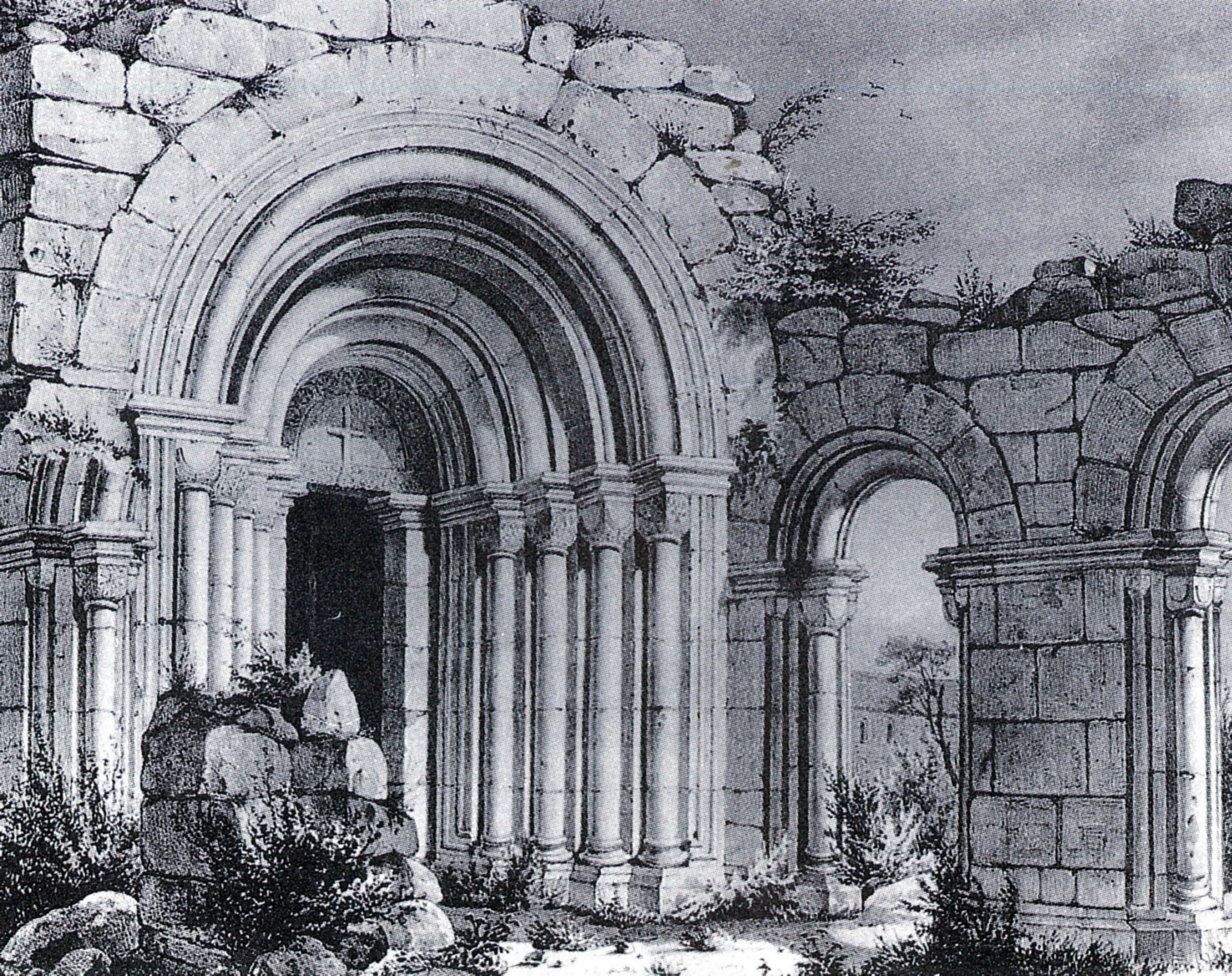
zachodni portal, 1847
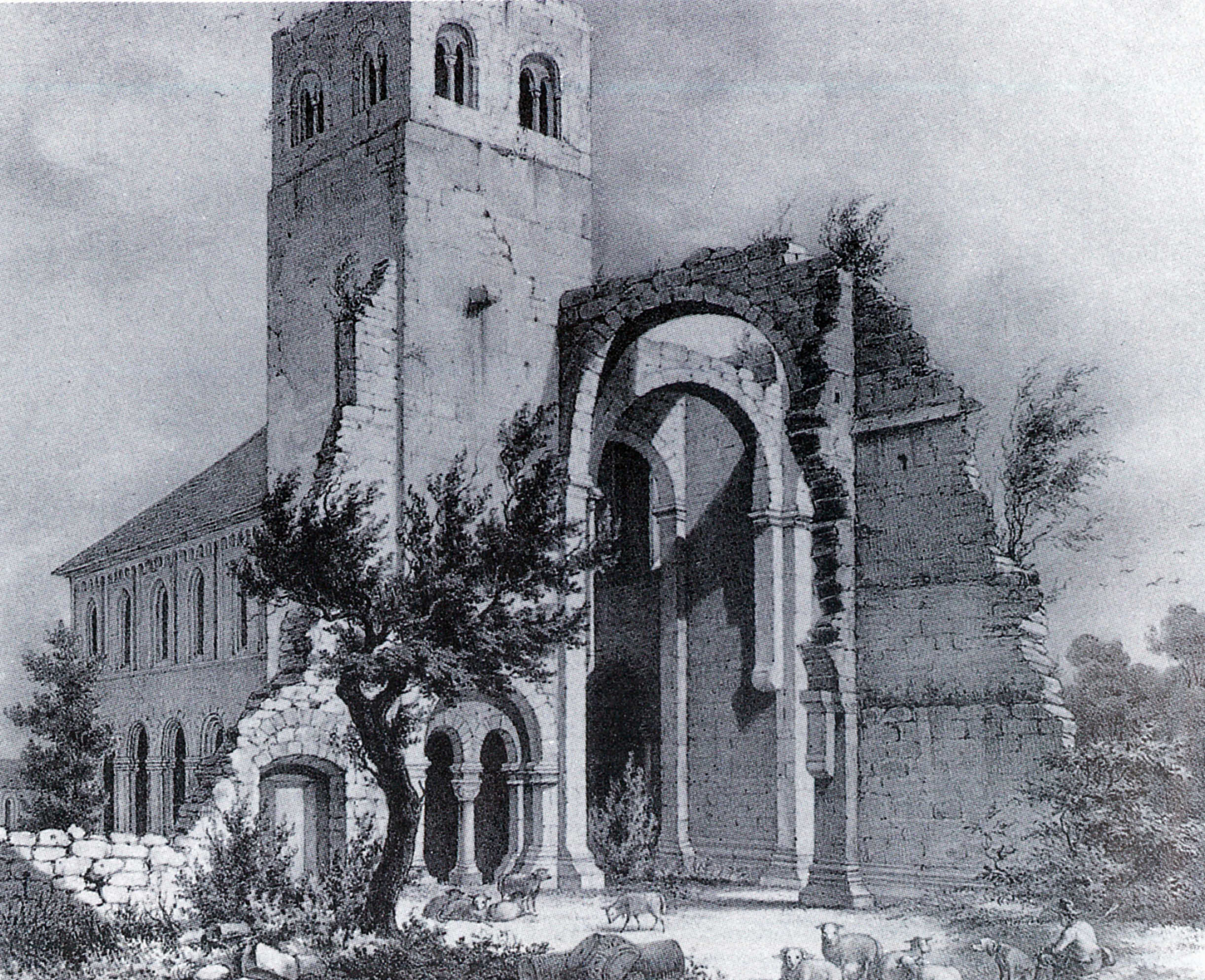
widok od wschodu, 1847
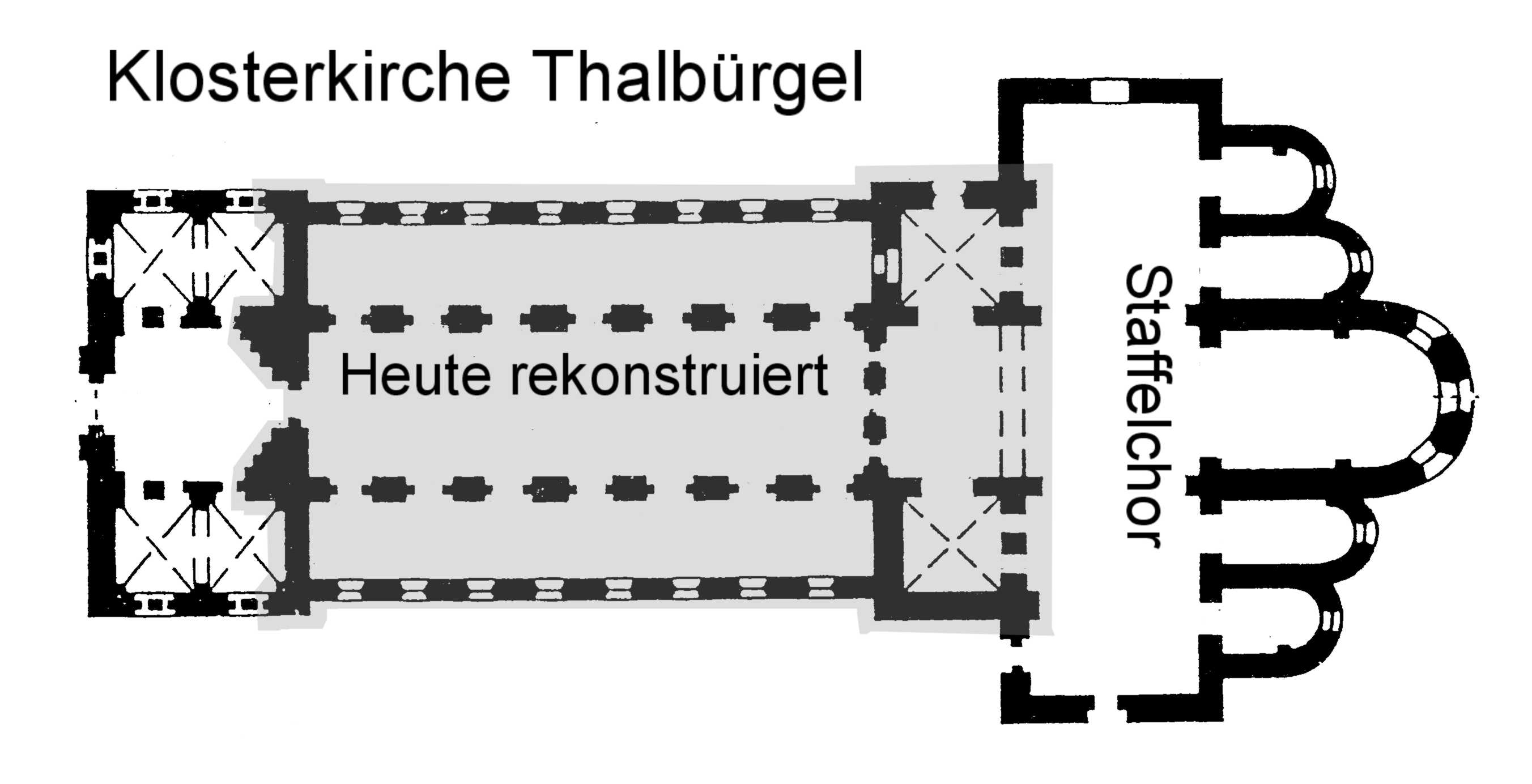
plan kościoła (w kolorze szarym zachowana część)